# COK2009
COK은 2019년에 창단 되었다. 클래식에 열정적인 음악가들이 모여 구성된 단체이다. COK는 각 지역에 거주하거나 활동하고 있는 음악가들이 모여 함께 음악을 연주(연구)하고 공유 한다. COK는 음악을 사랑하고 함께 나누고자 하는 열정과 신선한 에너지를 가진 새로운 인재들에게 지속적으로 기회를 제공하며, 그들을 통해 아름다운 음악의 세계를 시민들과 함께 접할 수 있는 문화 공간을 연출하고 있다.